# Operation Bluebird
Die Operation Bluebird  war ein Plan der US-Streitkräfte zur amphibischen Landung auf der Insel Formosa und zu Landungen an der Küste Chinas entlang des Südchinesischen Meeres während des Pazifikkriegs im Zweiten Weltkrieg. Der Plan hätte im März 1945 umgesetzt werden sollen, wurde aber dann nicht realisiert, sondern zu einem späteren Zeitpunkt im Rahmen einer Täuschungsoperation für die Landung auf Iwojima wiederbelebt.

## Planung und Ausführung
Der Plan sollte die Japaner von der Absicht überzeugen, dass die USA die Insel Formosa und die Südküste Chinas zwischen Formosa und der Insel Hainan im Frühjahr 1945 einnehmen wollten. Dieses Täuschungsmanöver sollte die Japaner dazu bringen diese Bedrohung abwenden zu wollen und Truppen in das gefährdete Gebiet zu entsenden. Diese Bedrohungslage wollten die Amerikaner bis in den Sommer 1945 fortsetzen, wenn die geplanten Operationen Iceberg und Detachment gegen die Inseln Okinawa bzw. Iwojima in Angriff genommen werden.
Der Plan wurde von Captain Percival McDowell der United States Navy entwickelt und erhielt am 12. Januar 1945 den Decknamen Bluebird. Schon am 30. Dezember 1944 war er vom Joint Chiefs of Staff Committee genehmigt worden. Als D-Day war der 1. April 1945 für einen amphibischen Angriff auf die Ziele auf Formosa und China vorgesehen, um den japanischen Druck auf China zu verringern. Es war vorgesehen, Stützpunkte in der Nähe oder auf dem asiatischen Festland für weitere Operationen zur Blockade der japanischen Streitkräfte zu errichten und die chinesische Küste von Hongkong bis Amoy zu besetzen und damit über Land Versorgungsrouten zu öffnen um die Kräfte der chinesischen, nationalistischen Streitkräfte von Generalissimus Chiang Kai-shek zu stärken und die japanischen Streitkräfte in Südostasien und Ostindien zu isolieren.
Als zusätzliche Ablenkungsaktion war in diesem Zusammenhang eine weitere Operation unter dem Decknamen Valentine geplant. Sie war dazu gedacht japanische Streitkräfte von den Kurilen abzuziehen, indem eine vorgetäuschte Übermacht an US-Einheiten auf den Aleuten landen würde.
Bluebird war im Zweiten Weltkrieg das größte und aufwendigste Täuschungsmanöver der USA. Es wurde mit massivem administrativem Aufwand, vorgetäuschter Kommunikation unter den angeblich beteiligten Einheiten und weiteren Vorkehrungen und speziellen Mitteln vorbereitet und ausgeführt. Dazu gehörte auch die Operation Sturgeon, die das Gerücht an die Japaner verbreitete, dass die schweren Bomber vom Typ Boeing B-29 Superfortress der Twentieth Air Force nach China, dann nach Indien und von dort wahrscheinlich auf die Philippinen verlegt würden. Damit wäre eine verbesserte logistische Unterstützung gegeben um Ziele in Südchina und Südostasien anzugreifen. Tatsächlich fand aber dann die Verlegung der Twentieth Air Force auf die Marianen statt.

## Ergebnis derOperation Bluebird
Die Operation Bluebird war für die Amerikaner ein großer Erfolg. Hatten die japanischen Streitkräfte vor Bluebird etwa 67.000 Soldaten in Südchina, 85.000 Soldaten auf Formosa und 70.000 Soldaten auf Okinawa stationiert, so waren es danach rund 161.000 Soldaten in Südchina, 240.000 Soldaten auf Formosa und weiterhin 70.000 Soldaten auf Okinawa. Damit war klar, dass das Täuschungsmanöver seinen Zweck erfüllt und die japanische Führung in die Irre geführt hatte.